# مرس (نبات)
المِرٍّس أو السرفيل البلسمي (الاسم العلمي: Myrrhis) هو جنس من النباتات يتبع الفصيلة الخيمية من رتبة الخيميات.